# Automolis burgessi
Automolis burgessi là một loài bướm đêm thuộc phân họ Arctiinae, họ Erebidae.